# Eli Vance
Pour les articles homonymes, voir Vance.
 (mars 2015).
Si vous disposez d'ouvrages ou d'articles de référence ou si vous connaissez des sites web de qualité traitant du thème abordé ici, merci de compléter l'article en donnant les références utiles à sa vérifiabilité et en les liant à la section « Notes et références ».
Le Docteur Eli Vance est un personnage de la série de jeux vidéo Half-Life. C'est un brillant physicien afro-américain d'une soixantaine d'années qui a travaillé à Black Mesa avant de rejoindre la résistance contre le Cartel. Il est le père d'Alyx.

## Présentation
Eli Vance est un afro-américain d'une soixantaine d'années avec une barbe et des cheveux courts gris. Il porte notamment une prothèse à la place de la jambe gauche qui lui arrive jusqu'au genou, il a perdu cette dernière lorsqu'il fut attaqué par un Bullsquid alors qu'il aidait le Docteur Kleiner à escalader un mur de Cité 17
Il est vraisemblablement diplômé de l'Université Harvard car il porte une chemise avec marqué « Harvard » (même si cette inscription est partiellement obscurcie par son gilet, le blason de l'université est, lui, aisément reconnaissable).
Il est le père d'Alyx Vance. Sa femme, Azian, qui vivait également à Black Mesa, est morte durant l'incident de Black Mesa.
Selon un dialogue dans Half-Life 2, Eli Vance a été le premier humain a entrer en contact pacifiquement avec les Vortigaunts, persuadant rapidement cette race extra-terrestre de s'allier avec les Humains pour lutter contre le Cartel.
Il meurt à la fin de Episode Two, tué par un Conseiller du Cartel.
Sa voix est celle de l'acteur Robert Guillaume dans la version originale. Il a été modélisé à partir d'un habitant du coin qui tenait un panneau indiquant qu'il cherchait un travail. Ce personnage est incorrectement crédité en tant que Larry "The Count" Heard, un musicien qui a été utilisé pour le modèle "Male 3".  Valve l'a trouvé dans l'angle entre l'autoroute 250 et la 148e avenue Redmond et en a fait leur modèle. À l'origine, Eli Vance n'était pas censé avoir de lien avec Alyx, et devait être un homme qui s'appelait Eli Maxwell, qui avait une décharge automobile qu'il utiliserait comme laboratoire au lieu de Black Mesa Est. Le père d'Alyx devait être le Capitaine Vance, le chef d'un groupe rebelle. Les deux personnages ont cependant par la suite fusionnés pour devenir Eli Vance.

## Biographie fictive

### Half-Life
À l'époque du premier Half-Life, Eli Vance travaille comme scientifique au Centre de Recherche de Black Mesa dans le Secteur C (Matériaux Anormaux) et peut être même dans les laboratoires de téléportation du Complexe Lambda. Comme tous les employés à plein temps de Black Mesa, il vit dans les dortoirs du Centre avec sa femme Azian et sa fille Alyx.
Bien qu'il ne soit jamais évoqué dans le jeu ni considéré comme un personnage à part entière, il est aperçu à deux reprises dans le jeu. Il est aperçu la première fois au début du jeu, lorsque Gordon se rend dans la chambre de test - Le Docteur Vance et un autre scientifique expriment leurs soucis avec l'équipement informatique qui risque d'être endommagé à cause de l'expérience à venir. Lorsque l'expérience tourne mal, provoquant l'invasion des créatures de Xen dans Black Mesa, Gordon Freeman rebrousse chemin à travers le Secteur C, il rencontre alors une nouvelle fois Eli Vance et l'autre scientifique blessé. Vance informe Gordon que les réseaux de communication sont hors-service, et lui demande de remonter en surface chercher de l'aide. Son dernier rôle dans Half-Life consiste à ouvrir la porte à Gordon en utilisant le scanner rétinien pour que celui-ci entame son long périple à travers le Complexe.

### Half-Life 2
Survivant de l'« incident de Black Mesa », Eli et sa fille Alyx (devenue une jeune femme) forment, avec le Docteur Isaac Kleiner et Barney Calhoun, le noyau d'un mouvement de résistance contre le Cartel qui a envahi la Terre après un conflit connu sous le nom de Guerre des Sept Heures. Eli et sa fille établissent leur quartier général aux abords de Cité 17, qui leur sert de laboratoire de fortune, nommé « Black Mesa Est ». Sur place, le Docteur Judith Mossman les assistent dans leurs recherches sur la téléportation.
Kleiner et Vance établissent brièvement un système de téléportation entre leurs deux laboratoires mais le système échoue à sa seconde tentative à cause d'une influence extérieure, forçant Gordon à traverser les terres pour atteindre Black Mesa Est. Lorsque Freeman arrive à Black Mesa Est, son arrivée déclenche l'entrée des forces du Cartel chargées de le retrouver. Les soldats capturent Vance et l'amènent à Nova Prospekt, une prison du Cartel près de Cité 17.
À la tête des résistants, Gordon et Alyx prennent d'assaut Nova Prospekt pour retrouver Eli et Mossman. Durant le siège final, cependant, Mossman se téléporte avec Eli vers la Citadelle, une gigantesque structure du Cartel.
Gordon et Alyx partent ensuite vers la Citadelle où ils sont capturés. Le Docteur Breen reçoit alors Freeman et Vance dans son bureau, le Docteur Mossman à ses côtés. Le jeu ne dit pas si Mossman était un agent double dès le début ou si elle a trahi lorsque Breen a déclaré qu'il pourrait téléporter Eli vers une dimension hostile. Dans tous les cas, Mossman, qui a apparemment des sentiments pour Eli, s'aperçoit ensuite de son erreur. Elle reste avec Eli pour le protéger tandis que Alyx et Gordon poursuivent Breen dans sa fuite.

#### Episode One
Eli apparait dans Episode One. Il s'est échappé de la Citadelle avec Mossman dans l'un des vaisseaux de secours du Docteur Breen, et rejoint un camp Vortigaunt à l'extérieur de la ville. Il est vu au début du jeu avec le Docteur Kleiner à travers un moniteur dans une transmission où il demande à Alyx et à Gordon de quitter Cité 17 avant que le noyau du réacteur d'énergie vide de la Citadelle explose.

#### Episode Two
Eli s'est réfugié à White Forest, une base de la résistance, et il travaille sur un projet de fusée spatiale avec le Dr Kleiner et le Dr Magnusson; cette fusée porte un satellite censé neutraliser les tempêtes de portail. Après l'arrivée de Gordon et Alyx à White Forest, Alyx délivre à son père le message du G-Man, qui lui dit de se « Préparer à des conséquences imprévues ». Eli comprend immédiatement que le G-Man est impliqué dans les événements actuels, ce qu'il explique brièvement à Gordon, en privé. Il explique que le crystal Xen qui est à l'origine des événements de Half-Life avait été fourni par le G-Man, et que la survie d'Alyx à Black Mesa était en grande partie due à son intervention. Avant qu'Eli ait pu terminer son explication, Alyx revient dans la pièce, mettant un terme prématuré à la conversation. Finalement, la fusée de White Forest est lancée avec succès. Mais juste avant la fin du jeu, Eli est tué par un Conseiller du Cartel, sous les yeux impuissants de Gordon et Alyx, paralysés. Avant de mourir, Eli remercie Gordon pour tout ce qu'il a fait, lui dit à quel point il est fier de lui et lui confie l'avoir toujours considéré comme son propre fils.

### Alyx
À la fin de Half-Life: Alyx, en échange d'un emploi par le G-Man, Alyx parvient à modifier le destin de son père en éliminant le Conseiller qui s'apprêtait à le tuer. Dans la scène post-crédits, se déroulant donc dans une nouvelle réalité par rapport à la fin de Half-Life 2: Episode Two, le Dr Vance, désormais en vie et fou de rage, semble savoir que sa fille est aux mains du G-Man. Accompagné de Chien, il remet alors à Gordon son pied de biche, laissant supposer une suite à venir pour ses aventures : « On a du travail à faire ».